# Planalto Alegre
Planalto Alegre is een gemeente in de Braziliaanse deelstaat Santa Catarina. De gemeente telt 2.767 inwoners (schatting 2009).

## Aangrenzende gemeenten
De gemeente grenst aan Águas de Chapecó, Caxambu do Sul, Chapecó, Guatambu, Nova Erechim en Nova Itaberaba.